# Visibilité sociale
 (août 2024).
La mise en forme du texte ne suit pas les recommandations de Wikipédia : il faut le « wikifier ».
Les points d'amélioration suivants sont les cas les plus fréquents. Le détail des points à revoir est peut-être précisé sur la page de discussion.
- Les titres sont pré-formatés par le logiciel. Ils ne sont ni en capitales, ni en gras.
- Le texte ne doit pas être écrit en capitales (les noms de famille non plus), ni en gras, ni en italique, ni en « petit »…
- Le gras n'est utilisé que pour surligner le titre de l'article dans l'introduction, une seule fois.
- L'italique est rarement utilisé : mots en langue étrangère, titres d'œuvres, noms de bateaux, etc.
- Les citations ne sont pas en italique mais en corps de texte normal. Elles sont entourées par des guillemets français : « et ».
- Les listes à puces sont à éviter, des paragraphes rédigés étant largement préférés. Les tableaux sont à réserver à la présentation de données structurées (résultats, etc.).
- Les appels de note de bas de page (petits chiffres en exposant, introduits par l'outil «  Source ») sont à placer entre la fin de phrase et le point final[comme ça].
- Les liens internes (vers d'autres articles de Wikipédia) sont à choisir avec parcimonie. Créez des liens vers des articles approfondissant le sujet. Les termes génériques sans rapport avec le sujet sont à éviter, ainsi que les répétitions de liens vers un même terme.
- Les liens externes sont à placer uniquement dans une section « Liens externes », à la fin de l'article. Ces liens sont à choisir avec parcimonie suivant les règles définies. Si un lien sert de source à l'article, son insertion dans le texte est à faire par les notes de bas de page.
- La présentation des références doit suivre les conventions bibliographiques. Il est recommandé d'utiliser les modèles {{Ouvrage}}, {{Chapitre}}, {{Article}}, {{Lien web}} et/ou {{Bibliographie}}. Le mode d'édition visuel peut mettre en forme automatiquement les références.
- Insérer une infobox (cadre d'informations à droite) n'est pas obligatoire pour parachever la mise en page.

Pour une aide détaillée, merci de consulter Aide:Wikification.
Si vous pensez que ces points ont été résolus, vous pouvez retirer ce bandeau et améliorer la mise en forme d'un autre article.
La visibilité sociale est un concept sociologique étudiant la place que l'espace publique et médiatique réserve aux différents groupes sociaux.
En science sociale, la visibilité sociale ne fait pas référence à la réalité physique, mais plutôt à la manière dont sont perçus les personnes ou les groupes concernés et à leurs pouvoirs dans l'espace public,. La visibilité sociale dépend de contextes sociaux, techniques et politiques complexes. Ainsi, la visibilité peut être comprise comme une catégorisation sociale, divisant les personnes dites visibles et celles dites invisibles.

## La visibilité sociale, entre privilège et inconvénient
La visibilité sociale, causant une représentation sociale inégale, comporte des enjeux éthiques et politiques, car mieux un groupe est représenté, c'est-à-dire visible, plus il est socialement accepté. Puisqu'elle permet de mieux s'intégrer, la visibilité sociale peut s'apparenter à un privilège social,,.
La visibilité sociale a aussi des aspects plus négatifs quand elle devient une exigence, voire une injonction, qui constituerait une nouvelle forme de pouvoir. Michel Foucault dans son ouvrage-phare « Surveiller et punir » (1975) soutien que le regard panoptique ne proviendrait plus seulement du pouvoir : il proviendrait également des personnes qui se soumettent elles-mêmes à cette injonction de la visibilité. Ce regard constant et omniprésent régularise les corps et les sujets et assujettit les individus à une certaine forme de visibilité et d’existence.
C'est ainsi qu'on a pu mettre en avant des exigences d' « invisibilité », afin de se soustraire à la surveillance et aux diverses formes de catégorisation sociale. On parle alors d'« opacité tactique » .

## Représentations sociales des personnes invibilisées
L’invisibilité des gens « masqués par les images toutes faites » représente ceux qui sont rendus invisibles par le fort intérêt médiatique qui leur est porté. Selon cet angle, les personnes n’existent qu’à travers des stéréotypes ou des images toutes faites. Elles sont moins vues comme des individus que comme ce qu’on appelle un prototype en linguistique. Il s’agit de la première image à laquelle un personne pense quand un mot est énoncé. C’est le cas, pour ne nommer que quelques exemples, pour les drogués, les prostitué(e)s, ou encore les minorités visibles.
Un certain nombre de critiques ont ainsi été adressées aux projets littéraires et artistiques qui prétendent « rendre visibles » une catégorie de personne. Selon Justine Huppe, il faut d'abord se méfier de la fausse croyance qu’il « suffirait à l’intellectuel de regarder pour voir » ; si « ne pas voir » n'est pas le résultat de représentations sociales et individuelles inscrites dans la conscience des individus, il ne suffit pas de vouloir pour se débarrasser de ces biais.
Les œuvres artistiques qui visent à rendre visible une catégorie sociale risquent de substituer une représentation artistique à une représentation politique, avec des répercussions sociopolitiques pour des personnes réelles. En outre, la représentation n’est jamais neutre : le mythe d’objectivité scientifique fait croire aux détenteurs du regard, en l’occurrence, ceux qui cherchent à rendre visible, que la visibilité peut exister indépendamment d'un sujet et impartialement.
La visibilité via les réseaux sociaux a parfois été perçue comme une menace pour l’intimité des individus et questionne l’idée qu’on a de l’intégrité des personnes.

## Impacts sur la participation sociale
Pour Guillaume Le Blanc, l’invisibilité sociale  est un processus qui empêche de participer pleinement à la vie publique. Il s’appuie sur une impression d’être relégué socialement et elle découle d’un sentiment d’inutilité et de la honte de se sentir ainsi.
Guillaume le Blanc décrit trois types de régimes d’invisibilité : 
- l’invisibilité de la mort, souvent causée par des génocides ou des meurtres

- l’invisibilité en maintenant volontairement dans l’ombre des populations qui devraient être visibles afin d’exprimer leur désaccord avec le traitement qu’il leur est réservé. L'appropriation culturelle en est un exemple.

- l’invisibilité comme un défaut de perception, où des personnes n’existent pas car jugées indignes d’être incluses.

Pour Axel Honneth, on peut résumer l’invisibilité comme une tendance nette à regarder « à travers » une personne, donc sans la voir ni la reconnaître. Dès lors, la personne est uniquement physiquement présente, mais en réalité invisible pour la société. Cette invisibilité interactionnelle peut prendre deux formes. D’une part, elle peut être exprimée de manière accidentelle, quand on oublie par exemple de saluer la femme de ménage après une longue journée au bureau. D’autre part, le regard à travers intentionnel est associé à la supériorité sociale ; tel est le cas des maîtres blancs qui négligent la femme de ménage ou les serviteurs noirs à cause de leur statut inférieur.
Par conséquent, ne pas démontrer de signes de reconnaissance à la suite d'une connaissance d'autrui implique une forme de mépris moral envers les personnes qui sont effacées. L’invisibilité n’est pas alors une métaphore et tout résulte de notre perception, et plus précisément, de nos efforts de (re)connaître l’autrui.
Il existe aussi une invisibilité sociale discursive, désignant le fait que certaines voix ne sont pas entendues. Les technologies impliquant des  données massives et du traitement automatique, des biais sexistes apparaîssent; ces domaines professionnels  sont constitués principalement d'hommes.